# Sebastià Garcías Palou
Sebastià Garcías Palou (Inca, 1908-1993) fou un religiós i filòleg, estudiós de l'obra teològica i literària de Ramon Llull. Del 1956 al 1987 fou cap de la Maioricensis Schola Lullistica, i durant el seu mandat aquesta institució va perdre part del seu tarannà acadèmic per a potenciar la recerca. Va impulsar la revista Studia Lulliana i els Congressos Internacionals Lul·lians a Formentor el 1960 i a Miramar el 1976, on participaren medievalistes de l'Asociación Española para el estudio de la Filosofía Medieval i edità els cinc primers volums de la col·lecció Opera Latina R. Lulli (1959-1967).
El 1983 li fou atorgada la Medalla d'Or de la Comunitat Autònoma de les Illes Balears. El 1987 va ser substituït en el càrrec per Sebastià Trias Mercant.

## Obres
- Bibliografia Lulliana i general de Sebastià Garcias Palou (1984)
- Raíces mallorquinas de Ramón Llull (1992)